# Eupithecia basurmanca
Eupithecia basurmanca  (лат.) — вид бабочек-пядениц (Geometridae). Иран (провинция Мазендеран, 1 км восточнее Razan, на высоте 1190 м). Размах крыльев около 22 мм. Общая окраска желтовато-коричневая. Нижнегубные щупики короткие, меньше диаметра глаза. Сходен с видом E. maerkerata Schütze, 1961 из Саудовской Аравии. Название E. basurmanca происходит от русского слова «басурманка» (женщина иной веры, нехристианка). Вид был описан в 2012 году российским энтомологом Владимиром Мироновым (ЗИН РАН, Санкт-Петербург) и немецким лепидоптерологом Ульрихом Ратцелем (Ulrich Ratzel; Карлсруэ)
.